# Olios pagurus
Olios pagurus är en spindelart som beskrevs av Charles Athanase Walckenaer 1837. Olios pagurus ingår i släktet Olios och familjen jättekrabbspindlar. Inga underarter finns listade i Catalogue of Life.